# Голос країни
«Голос країни» — телевізійне співоче талант-шоу, що з 2011 року виходить на телеканалі «1+1». Участь у шоу забезпечують вокальні здібності та талант, а зовнішність і вік учасників мають вторинне значення.
Шоу є українською адаптацією формату The Voice, створеного медіа-магнатом Джоном де Молом у Нідерландах. Шоу почали показувати в Нідерландах у 2010 році. Перший сезон відповідного проєкту «Голос Голландії» (The Voice of Holland) добіг кінця на телеканалі RTL4 і мав шалений успіх у своїй країні. Наступною країною, де було втілено проєкт, стали Сполучені Штати. Україна стала третьою країною, де втілено цей формат, хоча права придбали понад 20 країн.
Перший сезон шоу розпочався 22 травня 2011 року.

## Опис проєкту
Окрім співаків-учасників, головними дійовими особами шоу є чотири тренери — відомі вокальні виконавці, кожен з яких представляє певний музичний жанр. Кожен тренер формує свою команду співаків, з якими співпрацюватиме на подальших етапах проєкту.
Під час проєкту тренери не змінюють учасника, не обмежують його «форматом». Їхня головна мета — за допомогою професійної команди підкреслити талант співака та вивести його на «музичну Говерлу» країни. В шоу немає місця іронічним зауваженням та упередженій критиці — лише професійні поради та підтримка учасників.
Музичний продюсер шоу — Костянтин Меладзе. Він керує першим етапом кастингу, а також підбирає репертуар учасникам, займається аранжуванням тощо. В третьому сезоні «Голосу країни» музичним продюсером став Юрій Шепета, який багато років працював у команді Меладзе. Сам Костянтин Меладзе продовжив роботу з проєктом як консультант.
Головний приз «Голосу країни» — контракт із рекординговою компанією.
Виступи відбуваються наживо в супроводі живого оркестру.
Зйомки проводяться за адресою: Київ, Експоцентр України, 12 павільйон (пр. Ак. Глушкова, 1).

### 3G-репортер
У рамках «Голосу країни» також виходить спеціальне онлайнове шоу «3G-репортер» про залаштункове життя проєкту. На сайті «Голосу країни» і на сторінках соціальних мереж глядачі, паралельно з телевізійним ефіром, можуть спостерігати за залаштунковими подіями, бачити емоції учасників безпосередньо після виступу, дізнаватися більше про їх біографію.

## Правила шоу

### Кастинг
Кастинг проєкту відбувається у два етапи. Перший — доефірний, коли «голос країни» шукають всією Україною. Відбором керує музичний продюсер шоу. Так, участь у першому етапі кастингу першого сезону шоу взяли 5000 осіб, з яких до наступного етапу відібрали 150 учасників.
Другий етап — «сліпі прослуховування» (або «Вибір наосліп»), де чотири тренери роблять свій вибір, орієнтуючись виключно на голос учасника. Під час виступу учасників тренери сидять спиною до сцени. Якщо вони вирішують обирати учасника до своєї команди, вони повертаються до сцени лицем. Якщо до кінця виступу вони не повернулися лицем до учасника — вони не можуть взяти його в команду. Якщо до учасника під час виступу повернулося кілька тренерів, учасник сам обирає, в команду якого з можливих тренерів іти. З 8 сезону якщо жоден тренер не повернувся, то учасник покине сцену без розмови із наставниками. 3 9 сезону з'являється блокування: тренер, котрий хоче усунути свого конкурента та не дати права взяти конкурсанта в свою команду має можливість його заблокувати.
Із 150 учасників другого етапу кастингу до наступного етапу змагань проходять лише 64 співаків (по 16 учасників в команді кожного тренера).

### Змагання
Власне змагання в шоу також відбувається двома етапами. На першому «командному» етапі кожен тренер готує та відправляє на «ринг» двох вокалістів своєї команди для «музичного двобою» — спільного виконання однієї пісні (дует), після якого тренер вирішує, хто зі співаків залишається у команді, а хто вибуває. У результаті цього етапу, у кожній команді залишиться по шість вокалістів, які вже сольно змагаються за головний приз у прямих ефірах шоу.
Під час кожного прямого ефіру інтерактивне голосування глядачів визначає лідерів, які проходять до наступного ефіру (глядачі їх «рятують» від вибування). Серед інших, не «врятованих», конкурсантів тренери обирають також тих, хто на їхню думку може проявити себе найкраще у наступних ефірах (їм даровано «імунітет» від вибування). Решта учасників або повторюють свої виступи на пустій сцені, і тренер має обрати хто залишає проєкт («бій на виліт»), або вибувають одразу.
Такий формат ефірів повторюється до півфіналу, у якому глядацьке голосування разом з тренерськими преференціями спільно визначає переможців у кожній команді. У фіналі глядачі спершу визначають двох найкращих співаків за загальним голосуванням, а насамкінець — відбувається остаточне голосування глядачів для вибору кращого серед двох лідерів. Саме той і отримує головний приз конкурсу.

## Сезони

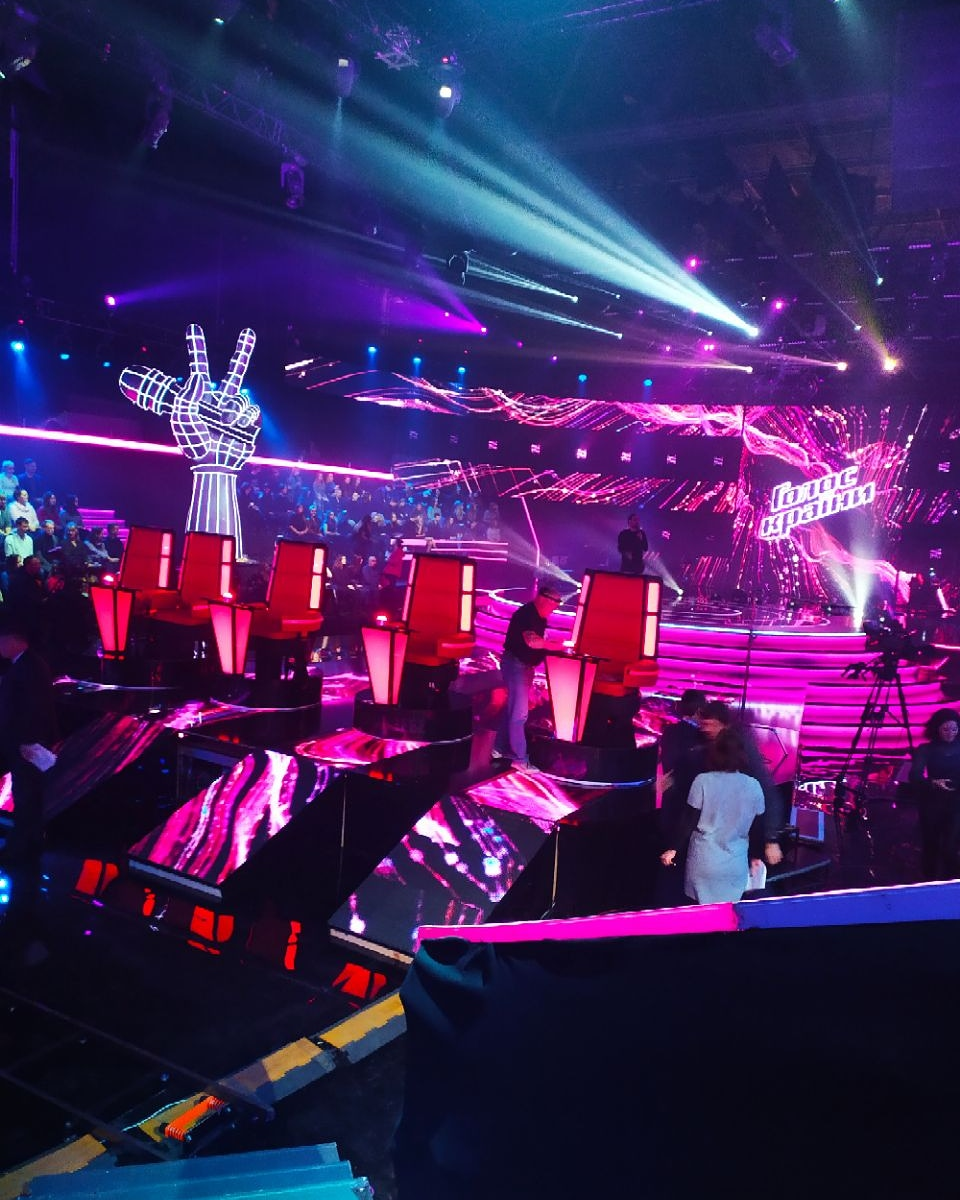
Сцена Голосу країни на «Голос країни 10» у 2020 році

| Сезон | Прем'єра        | Фінал             | Переможець          | 2 місце                                              | 3 місце                                              | 4 місце                                              | Переміг наставник    | Ведучі            | Ведучі          | Ведучі              | Ведучі          | Наставники         | Наставники         | Наставники           | Наставники           | Наставники            |
| Сезон | Прем'єра        | Фінал             | Переможець          | 2 місце                                              | 3 місце                                              | 4 місце                                              | Переміг наставник    | Ведучий           | Ведуча          | Backstage           | Backstage       | 1                  | 2                  | 3                    | 4                    | Другий шанс           |
| ----- | --------------- | ----------------- | ------------------- | ---------------------------------------------------- | ---------------------------------------------------- | ---------------------------------------------------- | -------------------- | ----------------- | --------------- | ------------------- | --------------- | ------------------ | ------------------ | -------------------- | -------------------- | --------------------- |
| 1     | 22 травня 2011  | 11 вересня 2011   | Іван Ганзера        | Антоніна Матвієнко                                   | Влад Ситнік                                          | Арсен Мірзоян                                        | Діана Арбеніна       | Андрій Доманський | Катерина Осадча | Анатолій Анатоліч   | Микита Добринин | Руслана            | Стас П‘єха         | Діана Арбеніна       | Олександр Пономарьов | Не було другого шансу |
| 2     | 8 січня 2012    | 29 квітня 2012    | Павло Табаков       | Ангеліна Моняк                                       | Назар Савко                                          | Марія Яремчук                                        | Діана Арбеніна       | Андрій Доманський | Катерина Осадча | Анатолій Анатоліч   | Микита Добринин | Олег Скрипка       | Діана Арбеніна     | Олександр Пономарьов | Валерія              | Не було другого шансу |
| 3     | 10 березня 2013 | 9 червня 2013     | Ганна Ходоровська   | Отар Немсадзе                                        | Артем Кондратюк                                      | Тарас Мельник                                        | Олександр Пономарьов | Андрій Доманський | Катерина Осадча | Анатолій Анатоліч   | Немає           | Олег Скрипка       | Святослав Вакарчук | Тіна Кароль          | Олександр Пономарьов | Не було другого шансу |
| 4     | 2 березня 2014  | 8 червня 2014     | Ігор Грохоцький     | Марлен Карімов                                       | Ольга Мельник                                        | Михайло Мирка                                        | Святослав Вакарчук   | Немає             | Ольга Фреймут   | Анатолій Анатоліч   | Немає           | Святослав Вакарчук | Тамара Гвердцителі | Ані Лорак            | Сергій Лазарєв       | Не було другого шансу |
| 5     | 8 березня 2015  | 7 червня 2015     | Антон Копитін       | Тетяна Решетняк                                      | Андрій Лучанко                                       | Євген Толочний                                       | Тіна Кароль          | Юрій Горбунов     | Ольга Фреймут   | Немає               | Немає           | Святослав Вакарчук | Тіна Кароль        | Потап                | Олександр Пономарьов | Не було другого шансу |
| 6     | 28 лютого 2016  | 29 травня 2016    | Віталіна Мусієнко   | Інна Іщенко                                          | Павло Палійчук                                       | Влад Каращук                                         | Святослав Вакарчук   | Юрій Горбунов     | Катерина Осадча | Немає               | Немає           | Святослав Вакарчук | Тіна Кароль        | Потап                | Іван Дорн            | Не було другого шансу |
| 7     | 22 січня 2017   | 23 квітня 2017    | Олександр Клименко  | Інгрет Костенко                                      | Віра Кекелія                                         | Анна Кукса                                           | Тіна Кароль          | Юрій Горбунов     | Катерина Осадча | Немає               | Немає           | Тіна Кароль        | Потап              | Джамала              | Сергій Бабкін        | Не було другого шансу |
| 8     | 28 січня 2018   | 29 квітня 2018    | Олена Луценко       | Андрій Рибарчук                                      | Анна Трінчер                                         | Србуї Саргсян                                        | Сергій Бабкін        | Юрій Горбунов     | Катерина Осадча | Артем Гагарін       | Немає           | Тіна Кароль        | Потап              | Джамала              | Сергій Бабкін        | Не було другого шансу |
| 9     | 20 січня 2019   | 21 квітня 2019    | Оксана Муха         | Карина Арсєнтьєва                                    | Андрій Хайат                                         | Вікторія Олійник                                     | Дан Балан            | Юрій Горбунов     | Катерина Осадча | Артем Гагарін       | Немає           | Дан Балан          | Тіна Кароль        | Діма Монатик         | Потап                | Не було другого шансу |
| 10    | 19 січня 2020   | 26 квітня 2020    | Роман Сасанчин      | Єрлан Баібазаров, Сергій Асафатов, Індіра Єдільбаєва | Єрлан Баібазаров, Сергій Асафатов, Індіра Єдільбаєва | Єрлан Баібазаров, Сергій Асафатов, Індіра Єдільбаєва | Тіна Кароль          | Юрій Горбунов     | Катерина Осадча | Артем Гагарін       | Немає           | Дан Балан          | Тіна Кароль        | Діма Монатик         | ПТП i NK             | Не було другого шансу |
| 11    | 24 січня 2021   | 25 квітня 2021    | Сергій Лазановський | Юлія Тимочко                                         | Тьома Паучек                                         | Сергій Нейчев                                        | Надія Дорофеєва      | Юрій Горбунов     | Катерина Осадча | Слава Дьомін        | Немає           | Тіна Кароль        | Олег Винник        | Надія Дорофеєва      | Дмитро Монатік       | Не було другого шансу |
| 12    | 23 січня 2022   | 20 листопада 2022 | Марія Квітка        | Василь Палюх                                         | Давид Маскиса                                        | Сергій Соловйов                                      | Олександра & Андрій  | Юрій Горбунов     | Катерина Осадча | Сергій Лазановський | Немає           | Святослав Вакарчук | Надія Дорофеєва    | Потап                | Оля Полякова         | Олександра & Андрій   |
| 13    | 3 вересня 2023  | 29 жовтня 2023    | Михайло Панчишин    | Юрій Городецький                                     | Христина Старикова                                   | Анастасія Чабан                                      | Артем Пивоваров      | Юрій Горбунов     | Катерина Осадча | Володимир Завадюк   | Немає           | Іван Клименко      | Надія Дорофеєва    | Артем Пивоваров      | Юлія Саніна          | Не було другого шансу |